# 大阪コミュニティワーカー専門学校
大阪コミュニティワーカー専門学校（おおさかコミュニティワーカーせんもんがっこう）は、社会福祉法人キリスト教ミード社会舘が運営する大阪市淀川区にある専修学校。
社会福祉法人立の為、学費は一般的な専門学校より格段に安い。
2008年度には、母体となるキリスト教ミード社会舘の100周年事業として新校舎が完成した。

## 沿革
- 1984年 - 開校

## 学科
- コミュニティケア科Ⅰ部（昼間）3年制

## 所在地
- 〒532-0028 大阪市淀川区十三元今里1-1-52

最寄り駅:十三駅（阪急電鉄）徒歩約6分、塚本駅（JR神戸線）徒歩約15分